# Спата-Артеми
Спа́та-А́ртеми (греч. Δήμος Σπάτων - Αρτέμιδος) — община (дим) в Греции. Входит  в периферийную единицу Восточная Аттика в периферии Аттика. Население общины — 33 821 человек по переписи 2011 года. Площадь — 73,695 квадратного километра. Плотность — 458,93 человека на квадратный километр. Административный центр — Спата. Димархом на местных выборах 2014 года выбран Димитриос Марку (Δημήτριος Μάρκου).
Создана в 2010 году (греч. ΦΕΚ 87Α) по программе «Калликратис» при слиянии упразднённых общин Артеми и Спата.

## Административное деление

Административное деление общины:
1 — Спата
2 — Артеми

Община (дим) Спата-Артеми делится на 2 общинные единицы.